# Diocesi di Passavia

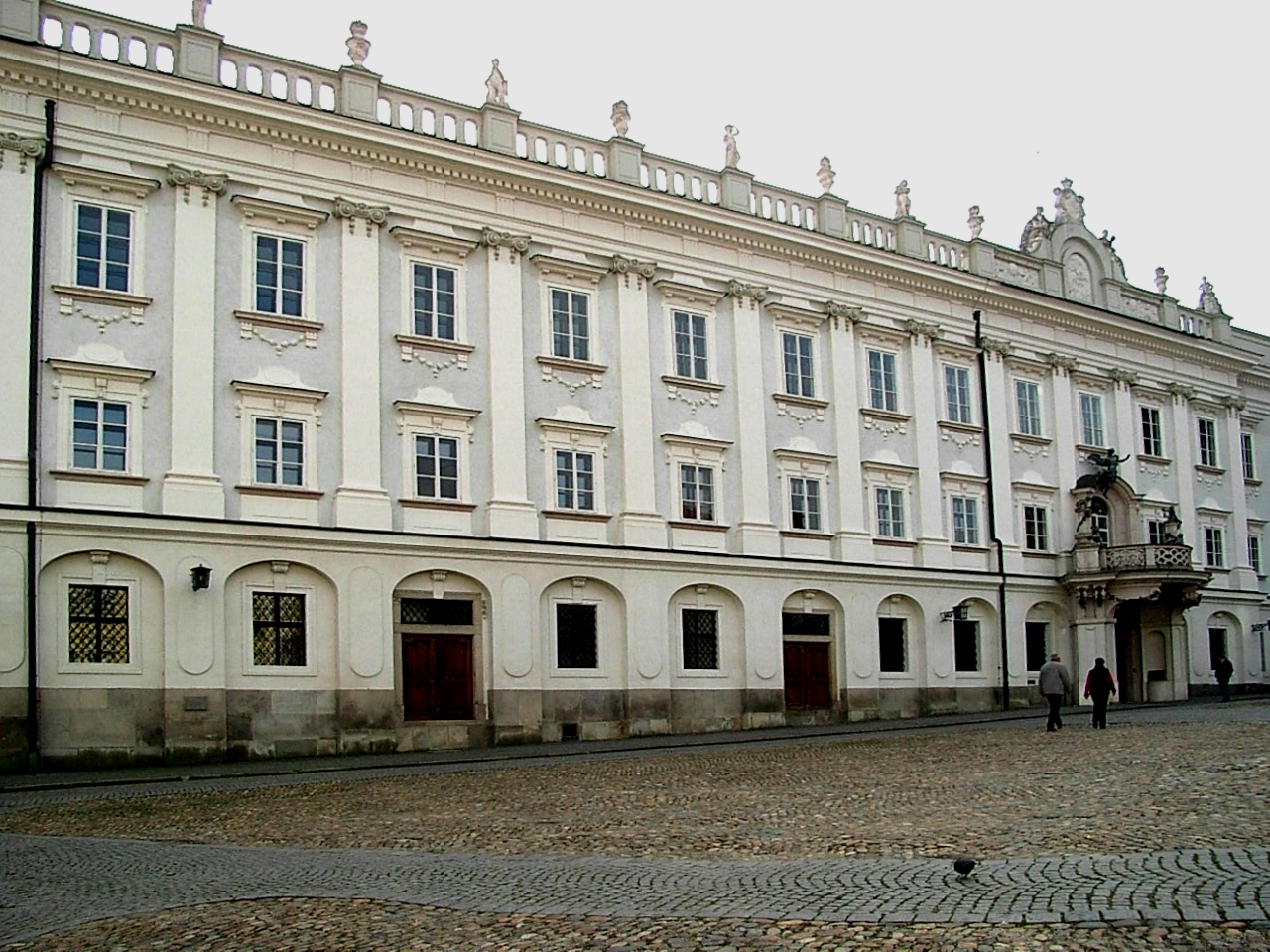
L'attuale residenza dei vescovi di Passavia.

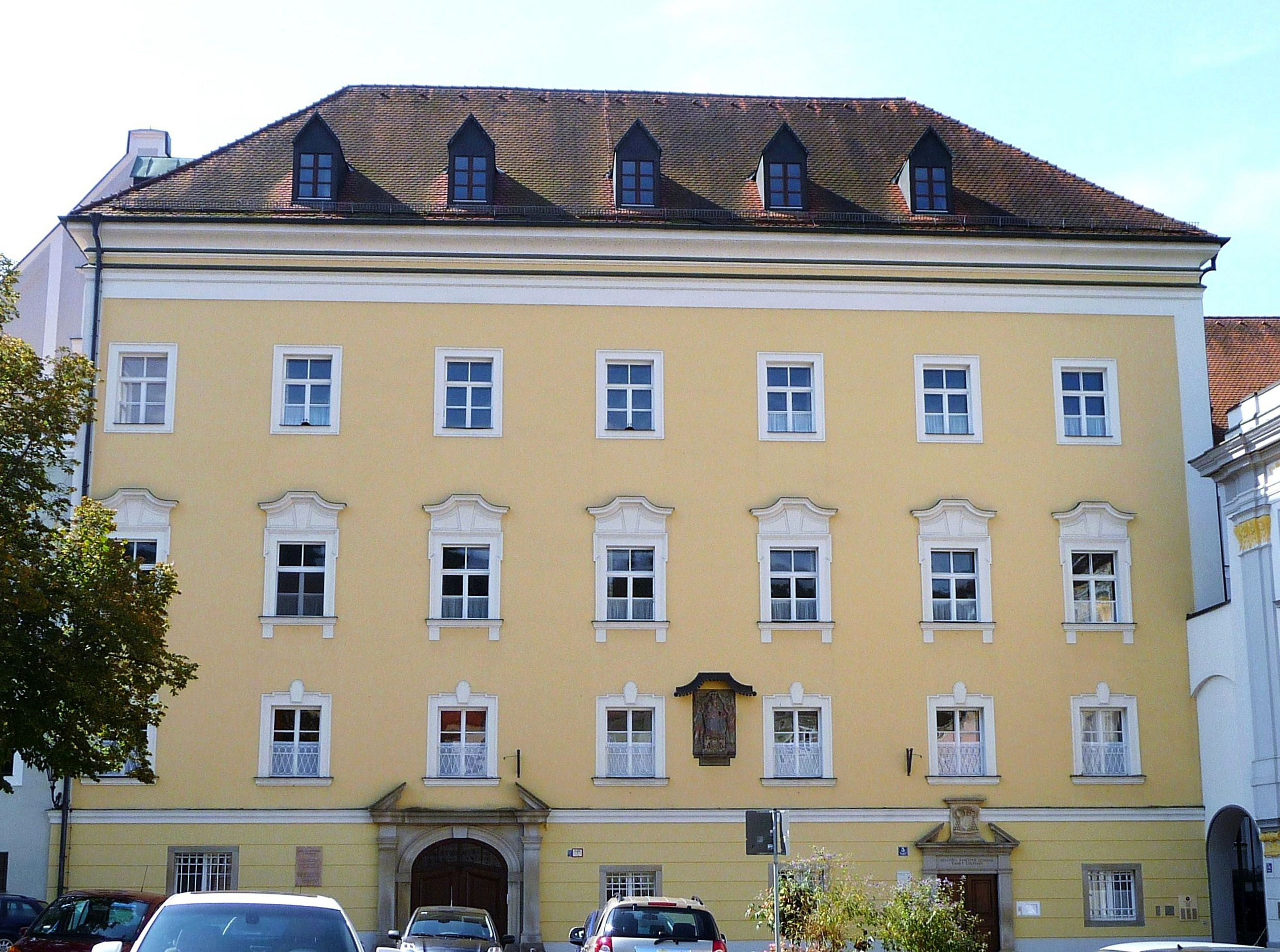
Il seminario maggiore della diocesi.

La diocesi di Passavia (in latino Dioecesis Passaviensis) è una sede della Chiesa cattolica in Germania suffraganea dell'arcidiocesi di Monaco e Frisinga. Nel 2021 contava 466.750 battezzati su 630.353 abitanti. È retta dal vescovo Stefan Oster, S.D.B.

## Territorio
La diocesi si trova nella parte sud-orientale della Baviera.
Sede vescovile è la città di Passavia, dove si trova la cattedrale di Santo Stefano. In diocesi sorgono anche tre basiliche minori: la basilica di Sant'Anna a Altötting, la basilica di Santa Margherita a Osterhofen e la basilica di San Maurizio a Niederalteich.
Il territorio si estende su 5.442 km² e è suddiviso in 285 parrocchie, raggruppate in 10 decanati.

## Storia
La diocesi di Passavia fu eretta nel 737 o nel 739 da san Bonifacio. Può essere considerata erede della diocesi di Lauriaco (Lorch in tedesco), una piazzaforte romana posta alla confluenza dell'Inn e del Danubio, in cui il cristianesimo era diffuso nel III secolo e che certamente ebbe un vescovo a partire dal IV secolo. Successivamente le ondate migratorie da oriente cancellarono la presenza cristiana nella regione, che riprese solo nel VII secolo con la conversione dei Bavari.
In origine aveva un'estensione territoriale vastissima che comprendeva parte delle attuali Austria, Ungheria e Slovacchia. Probabilmente già dalla fondazione era suffraganea dell'arcidiocesi di Salisburgo, il che causò tensioni fra le due sedi in particolare con il vescovo Pellegrino, sospettato di aver fabbricato a metà del X secolo dei falsi per smentire l'originaria soggezione a Salisburgo.
Il 18 gennaio 1469 cedette una porzione del suo territorio a vantaggio dell'erezione della diocesi di Vienna, che fu elevata al rango di arcidiocesi nel 1722.
Il 1º giugno 1728 Passavia, che aveva da lungo tempo aspirato al rango di sede arcivescovile, in forza del breve Arcano divinae providentiae di papa Benedetto XIII, ebbe il privilegio dell'esenzione dalla sede metropolitana di Salisburgo e fu immediatamente soggetta alla Santa Sede.
Il 28 gennaio 1785 cedette altre porzioni del suo territorio a vantaggio dell'erezione delle diocesi di Linz, di Sankt Pölten e di Leoben.
Nel 1826, alla morte del vescovo Leopold Raymund Leonhard von Thun und Hohenstein, ha perduto il privilegio dell'esenzione ed è diventata suffraganea dell'arcidiocesi di Monaco e Frisinga.
Nella prima metà del XX secolo la diocesi ha subito alcune piccole variazioni territoriali. Il 29 dicembre 1910 furono mutati i confini delle parrocchie di Schönau e di Neuhofen nella diocesi di Passavia e di quella di Falkenberg nella diocesi di Ratisbona. Il 6 aprile 1922 la stessa parrocchia di Neuhofen si ingrandì, acquisendo alcune località che erano appartenute alla parrocchia di Hebertsfelden, sempre nella diocesi di Ratisbona. Il 31 dicembre 1927 una località della parrocchia di Kay dell'arcidiocesi di Monaco e Frisinga fu ceduta alla parrocchia di Tyrlaching nella diocesi di Passavia. Il 9 aprile 1938 furono modificati i confini delle parrocchie di Winhöring e di Heiligkreuz nella diocesi di Passavia e di Erharting, di Trostberg e di Lindach nell'arcidiocesi di Monaco e Frisinga, con uno scambio di territori tra le due diocesi.

## Cronotassi dei vescovi
Si omettono i periodi di sede vacante non superiori ai 2 anni o non storicamente accertati.
- San Valentino di Rezia † (? - 475 deceduto) (vescovo di Lorch)
- Vivilo † (723 - 20 febbraio 745 deceduto)
- Beato † (745 - 748)
- Sidonio † (749 - 756)
- Antelmo † (756 - 20 marzo 765 deceduto)
- Wisurico † (765 - 30 aprile 774 deceduto)
- Waldrico † (14 agosto 774 - 17 settembre 804 deceduto)
- Urolfo † (804 - 806)
- Hatto † (806 - 16 dicembre 817 deceduto)
- Reginardo † (818 - 6 novembre 838 deceduto)
- Hartwig † (840 - 18 maggio 866 deceduto)
- Ermanrico † (866 - 13 gennaio 874 deceduto)
- Engelmaro † (874 - 31 dicembre 897 deceduto)
- Vichingo † (898 - 899 deposto)
- Riccardo † (899 - 16 settembre 903 deceduto)
- Burcardo † (903 - 915)
- Gumpoldo † (915 - ottobre 931 deceduto)
- Gerardo † (931 - gennaio 946 deceduto)
- Adalberto † (946 - 15 giugno 970 deceduto)
- Pellegrino † (971 - 12 giugno 991 deceduto)
- Cristiano † (991 - settembre o ottobre 1013 deceduto)
- Berengario † (1013 - 14 luglio 1045 deceduto)
- Egilberto o Engelberto † (1045 - 17 maggio 1065 deceduto)
- Sant'Altmann † (1065 - 8 agosto 1091 deceduto)
  - Ermanno di Eppenstein † (1085 - 1087 deceduto) (antivescovo)
  - Thiemo † (1087 - 1105 deceduto) (antivescovo)
- Ulderico o Ulrico † (16 maggio 1092 - 7 agosto 1121 deceduto)
- Reginmaro † (1121 - 30 settembre 1138 deceduto)
- Reginberto di Hagenau † (1138 - 10 novembre 1147 deceduto)
- Corrado di Babenberg † (1148 - 29 giugno 1164 nominato arcivescovo di Salisburgo)
  - Roberto (Ruperto) † (1164 - 5 novembre 1165 deceduto) (vescovo eletto)
  - Albo(no) † (1166) (vescovo eletto)
- Enrico di Berg † (4 agosto 1169 - 1172 dimesso)
- Diepoldo o Teobaldo di Berg † (4 settembre 1172 - 3 novembre 1190 deceduto)
- Wolfger di Erla † (11 marzo 1191 - 24 giugno 1204 nominato patriarca di Aquileia)
- Poppo † (15 ottobre 1204 - 26 dicembre 1205 deceduto)
- Manegoldo di Berg † (1206 - 9 giugno 1215 deceduto)
- Ulrico di Andechs-Diessen † (1215 - 31 ottobre 1221 deceduto)
- Gebardo di Plain † (31 ottobre 1222 - 10 ottobre 1232 dimesso)
- Rudigero di Bergheim † (27 giugno 1233 - 20 marzo 1250 deposto)
  - Corrado di Slesia † (1250 dimesso) (vescovo eletto)
- Bertoldo di Pietengau † (2 ottobre 1250 - 10 aprile 1254 deceduto)
- Ottone di Lonsdorf † (1254 - 9 aprile 1265 deceduto)
- Pietro di Passavia † (24 novembre 1265 - 1º maggio 1280 deceduto)
- Wicardo di Pohlheim † (21 agosto 1280 - 23 novembre 1282 deceduto)
- Goffredo † (10 febbraio 1283 - 26 aprile 1285 deceduto)
- Bernardo di Prambach † (maggio 1285 - 27 luglio 1313 deceduto)
  - Alberto d'Asburgo † (1313) (vescovo eletto)
  - Gebard † (1313 - 3 agosto 1315 deceduto) (vescovo eletto)
  - Enrico de la Tour-du-Pin † (3 giugno 1317 - 4 maggio 1319 nominato vescovo di Metz) (vescovo eletto)
- Alberto di Sassonia-Wittenberg † (14 giugno 1320 - 19 maggio 1342 deceduto)
- Goffredo di Weißeneck † (26 gennaio 1344 - 15 settembre 1362 deceduto)
- Alberto di Winkel † (29 gennaio 1364 - aprile 1380 deceduto)
- Giovanni di Scharffenberg † (aprile 1381 - 3 febbraio 1387 deceduto)
  - Ermanno Digni † (1387) (vescovo eletto)
- Ruprecht von Berg † (11 maggio 1387 - 9 novembre 1389 nominato vescovo di Paderborn)
- Georg von Hohenlohe † (18 giugno 1389 - 8 agosto 1423 deceduto)
- Leonardo di Laiming † (10 gennaio 1424 - 24 giugno 1451 deceduto)
- Ulrich von Nußdorf † (4 novembre 1454 - 2 settembre 1479 deceduto)
- Georg Hesler † (28 gennaio 1480 - 21 settembre 1482 deceduto)
- Friedrich Mauerkircher † (4 novembre 1482 - 22 novembre 1485 deceduto)
- Friedrich von Öttingen † (15 febbraio 1486 - 3 marzo 1490 deceduto)
- Christoph von Schachner † (26 giugno 1490 - 3 gennaio 1500 deceduto)
- Wiguleus Fröschl von Marzoll † (29 aprile 1500 - 6 novembre 1517 deceduto)
  - Ernesto di Baviera † (6 novembre 1517 succeduto - 21 maggio 1540 nominato arcivescovo di Salisburgo) (amministratore apostolico)
- Wolfgang von Salm † (18 febbraio 1541 - 5 dicembre 1555 deceduto)
- Wolfgang von Closen † (12 giugno 1553 - 7 agosto 1561 deceduto)
- Urban von Trennbach † (19 novembre 1561 - 9 agosto 1598 deceduto)
- Leopoldo V d'Asburgo † (9 agosto 1598 succeduto - 8 novembre/20 dicembre 1625 dimesso)
- Leopoldo Guglielmo d'Austria † (1º febbraio 1626 - 21 novembre 1662 deceduto)
- Carlo Giuseppe d'Asburgo † (21 novembre 1662 succeduto - 27 gennaio 1664 deceduto)
- Wenzeslaus von Thun † (12 gennaio 1665 - 6 gennaio 1673 deceduto)
- Sebastian von Pötting-Persing † (25 settembre 1673 - 16 marzo 1689 deceduto)
- Johann Philipp von Lamberg † (11 gennaio 1690 - 20 ottobre 1712 deceduto)
- Raymund Ferdinand von Rabatta † (18 settembre 1713 - 26 ottobre 1722 deceduto)
- Joseph Dominikus von Lamberg † (15 marzo 1723 - 30 agosto 1761 deceduto)
- Joseph Maria von Thun-Hohenstein † (29 marzo 1762 - 15 giugno 1763 deceduto)
- Leopold Ernst von Firmian † (26 settembre 1763 - 13 marzo 1783 deceduto)
- Joseph Franz Anton von Auersperg † (25 giugno 1784 - 21 agosto 1795 deceduto)
- Thomas Johann Kaspar von Thun und Hohenstein † (18 dicembre 1795 - 7 ottobre 1796 deceduto)
- Leopold Leonhard Raymund von Thun und Hohenstein † (24 luglio 1797 - 22 ottobre 1826 deceduto)
- Karl Joseph von Riccabona † (9 aprile 1827 - 25 maggio 1839 deceduto)
- Heinrich von Hofstätter † (23 dicembre 1839 - 12 maggio 1875 deceduto)
- Josef Franz von Weckert † (28 gennaio 1876 - 13 marzo 1889 deceduto)
- Antonius von Thoma † (27 maggio 1889 - 30 dicembre 1889 nominato arcivescovo di Monaco e Frisinga)
- Michael von Rampf † (30 dicembre 1889 - 29 marzo 1901 deceduto)
- Anton von Henle † 18 aprile 1901 - 6 dicembre 1906 nominato vescovo di Ratisbona)
- Sigismund Felix von Ow-Felldorf † (6 dicembre 1906 - 11 maggio 1936 deceduto)
- Simon Konrad Landersdorfer, O.S.B. † (11 settembre 1936 - 27 ottobre 1968 dimesso[6])
- Antonius Hofmann † (27 ottobre 1968 succeduto - 15 ottobre 1984 ritirato)
- Franz Xaver Eder † (15 ottobre 1984 succeduto - 8 gennaio 2001 ritirato)
- Wilhelm Schraml † (13 dicembre 2001 - 1º ottobre 2012 ritirato)
- Stefan Oster, S.D.B., dal 4 aprile 2014

## Statistiche
La diocesi nel 2021 su una popolazione di 630.353 persone contava 466.750 battezzati, corrispondenti al 74,0% del totale.
| anno | popolazione | popolazione | popolazione | presbiteri | presbiteri | presbiteri | presbiteri                | diaconi | religiosi | religiosi | parrocchie |
| anno | battezzati  | totale      | %           | numero     | secolari   | regolari   | battezzati per presbitero | diaconi | uomini    | donne     | parrocchie |
| ---- | ----------- | ----------- | ----------- | ---------- | ---------- | ---------- | ------------------------- | ------- | --------- | --------- | ---------- |
| 1950 | 500.623     | 560.830     | 89,3        | 735        | 580        | 155        | 681                       |         | 386       | 2.137     | 293        |
| 1970 | 517.264     | 551.337     | 93,8        | 471        | 287        | 184        | 1.098                     |         | 327       | 1.841     | 283        |
| 1980 | 530.135     | 571.550     | 92,8        | 615        | 432        | 183        | 862                       |         | 282       | 1.564     | 286        |
| 1990 | 529.136     | 570.000     | 92,8        | 493        | 357        | 136        | 1.073                     | 3       | 269       | 1.210     | 286        |
| 1999 | 541.780     | 585.422     | 92,5        | 470        | 318        | 152        | 1.152                     | 8       | 194       | 931       | 286        |
| 2000 | 540.567     | 588.372     | 91,9        | 458        | 314        | 144        | 1.180                     | 11      | 182       | 875       | 286        |
| 2001 | 519.861     | 589.990     | 88,1        | 445        | 309        | 136        | 1.168                     | 13      | 171       | 799       | 286        |
| 2002 | 519.721     | 588.872     | 88,3        | 435        | 303        | 132        | 1.194                     | 15      | 163       | 748       | 286        |
| 2003 | 517.476     | 592.331     | 87,4        | 430        | 302        | 128        | 1.203                     | 15      | 157       | 724       | 286        |
| 2004 | 515.852     | 591.205     | 87,3        | 402        | 291        | 111        | 1.283                     | 17      | 138       | 684       | 286        |
| 2013 | 483.650     | 544.220     | 88,9        | 401        | 309        | 92         | 1.206                     | 37      | 121       | 443       | 285        |
| 2016 | 473.784     | 610.000     | 77,7        | 389        | 284        | 105        | 1.217                     | 40      | 154       | 401       | 285        |
| 2019 | 462.788     | 625.000     | 74,0        | 377        | 289        | 88         | 1.227                     | 42      | 117       | 312       | 285        |
| 2021 | 466.750     | 630.353     | 74,0        | 340        | 275        | 65         | 1.372                     | 46      | 91        | 276       | 285        |